# Asperleng de Pîtres
Asperleng de Pîtres también Asperling de Vaudreuïl (Esperleng, c. 925-975) fue un noble normando, señor de Saint-Philbert-sur-Risle y rico propietario de una gran extensión de tierras y molinos en el valle de Risle. Hijo de Richard de Saint-Sauveur, vizconde de Cotentin. Orderico Vital le cita brevemente como un terrateniente, que se casó con Sprota, madre de Ricardo I de Normandía, fruto de la relación con el duque Guillermo, quien fue asesinado a traición, un complot instigado por Arnulfo I de Flandes.
Delphine Philippe-Lemaître realizó un estudio sobre la baronía de Saint-Philbert-sur-Risle para esclarecer un hecho histórico relacionado con la historia del ducado, aportando testimonios irrefutables de que Guillermo I de Normandía, no se había casado con Sprota, hija de Bernard de Senlis. En cambio, se había casado con Luitgarda de Vermandois, hija de Herberto II de Vermandois. Lemaître demostró que Sprota era solo un flirteo del duque que, tras su asesinato, tras ser olvidada y abandonada por todos, fue acogida por Asperleng, un hombre adinerado y propietario de la baronía de Saint-Philbert, quien se casó con ella. Lo que llevó a varios historiadores a aceptar erróneamente el matrimonio del duque Guillermo con Sprota fue que este, con la intención de retirarse a la abadía de Jumièges y sin hijos con su esposa Liutgarda, reconoció como sucesor a su hijo Ricardo, fruto de su unión adúltera con Sprota. Tras la publicación de la investigación de Lemaître con numerosas y concluyentes pruebas (ya tratadas por Licquet en su Historia de Normandía), la cuestión quedó cerrada a debate.

## Herencia
De su relación con Sprota nació Rodolfo de Ivry, quien en 996 sería regente del Ducado de Normandía durante la minoría de edad de Ricardo II, y varias hijas que se casaron con diversos nobles normandos.
Tanto Asperleng como su hijo Rodolfo tuvieron principalmente hijas, y los pocos varones nacidos fueron obispos. De todas formas ambos fueron buenos estrategas casando a hijas y hermanas con los emergentes poderosos nobles normandos. Guillermo FitzOsbern fue el más famoso de sus descendientes.